# 아르투르 알렉사냔
아르투르 게보르기 알렉사냔(아르메니아어: Արթուր Գևորգի Ալեքսանյան, 1991년 10월 21일~)은 아르메니아의 레슬링 선수이다. 2016년 하계 올림픽 남자 그레로코만형 헤비급 금메달리스트이며, 2020년 하계 올림픽, 2024년 하계 올림픽에서 은메달, 2012년 하계 올림픽에서 동메달을 획득했다. 또한 세계 선수권 대회 4회 우승(2014, 2015, 2017, 2022), 유럽 선수권 대회 6회 우승(2012, 2013, 2014, 2018, 2020, 2023)을 달성했다. 그는 1991년에 독립한 아르메니아의 역사상 두 번째 올림픽 금메달리스트이다.